# Adrenaline (альбом Андрея Смирнова)
«Adrenaline» — первый сольный альбом Андрея Смирнова, вокалиста группы Everlost, который вышел 23 февраля 2012 года.

## История создания
Всего на альбоме десять композиций, из них две инструментальные. Песни «На ладонях у мечты» и «Одна роль на двоих» были представлены ещё в апреле 2011 года, причём последнюю можно было услышать в англоязычной версии — «A Gift From Above». Трек «Мёртвые души» был представлен 17 мая 2011 года. В интервью Андрей Смирнов сказал, что альбом создавался поэтапно. Композиции «Одна роль на двоих» и «Рождённый дышать свободой» были придуманы давно, «Время ветра» была придумана на базе группы «Мастер», инструментальные треки (Adrenaline и The Fourth Dimension) он готовил специально для гитарных мастер-классов и выступлений на выставке «Музыка-Москва». Остальные песни были сочинены за один вечер.
«Среди руин» — единственная песня, напоминающая Everlost, агрессивные риффы, мощное соло. В основу этого диска лёг хард-рок. «Adrenaline» и «The Fourth Dimension» — ориентированы на гитарную технику. Андрей использует все возможные приёмы для достижения максимального эффектного звука, танцевальная поддержка бита и юмористическая концовка, энергичный модерн-метал. «Рождённый дышать свободой» — типичный рок с эксцентричным, но не пафосным текстом, яркие слова посвящены свободе. «Любовь сильней, чем смерть» — лёгкая по саунду, но тяжелая в плане психологии. Также песня «Листья» была выпущена в акустическом варианте, с вокалом Филиппа Сиковского на мини-альбоме Андрея Смирнова «Тонкая грань» 2013 года.

## Список композиций
| №   | Название                     | Текст песни         | Музыка     | Длительность |
| --- | ---------------------------- | ------------------- | ---------- | ------------ |
| 1.  | «Время ветра»                | А. Смирнов          | А. Смирнов | 4:22         |
| 2.  | «На ладонях у мечты»         | Артём Соловьёв      | А. Смирнов | 4:48         |
| 3.  | «Среди руин»                 | А. Смирнов          | А. Смирнов | 6:02         |
| 4.  | «Одна роль на двоих»         | Евгения Бесчеревных | А. Смирнов | 4:15         |
| 5.  | «Adrenaline»                 |                     | А. Смирнов | 4:43         |
| 6.  | «Мёртвые души»               | А. Грата            | А. Смирнов | 4:06         |
| 7.  | «Любовь сильней, чем смерть» | А. Смирнов          | А. Смирнов | 4:50         |
| 8.  | «Листья»                     | Артём Соловьёв      | А. Смирнов | 4:31         |
| 9.  | «The Fourth Dimension»       |                     | А. Смирнов | 5:04         |
| 10. | «Рождённый дышать свободой»  | А. Смирнов          | А. Смирнов | 4:41         |

## Участники записи
- Андрей Смирнов — гитара, вокал (3), бас-гитара (3, 5, 6, 9), клавишные, программирование.
- Олег Ховрин — ударные, перкуссия (кроме 5, 9)
- Артур Беркут — вокал (1, 7, 8, 10)
- Вячеслав Синчук — вокал (2, 4)
- Александр Грата — вокал (6)
- Борис Голик — вокал (3)
- Вячеслав Молчанов — соло-гитара (3)
- Алексей Балабанов — бас-гитара (2, 4)
- Николай Коршунов — бас-гитара (1, 7, 8, 10)